# علم مينتشيانغ

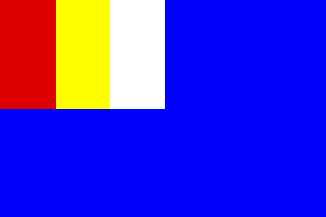
علم مينتشيانغ

أعتمد علم مينتشيانغ في 28 حزيران/يونيو من سنة 1936 ويتكون العلم من مستطيل باللون الأزرق ويوجد في الزاوية اليسرى العليا من العلم مستطيل آخر مقسم إلى ثلاثة أشرطة بصورة عمودية وهي الأحمر ,الأصفر والأبيض .

## معرض صور
